# Эакиды
Эакиды (др.-греч. Αἰακίδαι, «потомки Эака») — царская династия, объединяющая ряд персонажей древнегреческих мифов. Её основателем считался Эак, сын Зевса и Эгины, царь острова Эгина. Эакиды правили на острове Саламин и в Фессалии (племенем эллинов в узком смысле слова), Гесиод называет их отличительными чертами телесную мощь и воинственность. Гомер причисляет к этой династии сына Эака Пелея и внука Ахилла, Павсаний и Вергилий — правнука Эака Неоптолема, Аполлоний Родосский и Квинт Смирнский — Теламона, Страбон и Квинт Смирнский — Большого Аякса. Антиковед Й. Тёпффер констатирует, что своей славой Эакиды обязаны Гесиоду и Пиндару, который воспевал эгинцев, побеждавших на Олимпийских играх.
В исторические времена потомками Эакидов по мужской линии считали себя правители молоссов Пирриды, распространившие свою власть на весь Эпир (они царствовали до 231 года до н. э., когда Эпир стал республикой), представители аттических аристократических родов Филаидов и Саламиниев. В разных источниках Эакидами именовали Мильтиада, Никокла, Евагора, Александра, Персея Македонского, возводивших свою генеалогию к Эаку.

## Генеалогия
- Эак
  - Теламон (от Эгины)
    - Аякс
      - Еврисак, предок Саламиниев
        - Филей, предок Филаидов

    - Тевкр

  - Пелей (от Эгины)
    - Ахилл
      - Неоптолем (Пирр), предок Пирридов

    - Полидора

  - Фок (от Эндеиды)
    - Крис
      - Строфий
        - Пилад

    - Панопей
    - Каллироя